# Angelica Balabanoff
Angelica Balabanoff (ryska: Анжелика Исааковна Балабанова; Anželika Isaakovna Balabanova), född 7 maj 1878 i Ukraina, Ryska imperiet, död 25 november 1965 i Rom, var en italiensk socialistisk politiker med ukrainsk-judisk bakgrund. 

## Biografi

### Uppväxt
Balbanoff föddes i Tjernihiv, nära Kiev i dåvarande Ukraina, i en välbärgad judisk familj. Hennes far var godsägare och affärsman, och hon var det yngsta av 16 barn, även om flera av syskonen avlidit före hennes födelse. Som många flickor i hennes samhällsskikt fick hon privat hemundervisning. Vid 19 års ålder flyttade hon till Belgien för studier vid Université Nouvelle i Bryssel, en högskola som vid denna tid var känd för sitt radikala klimat.

### Karriär
Efter att ha tagit en doktorsexamen i litteraturfilosofi i Bryssel påbörjade hon ett liv präglat av socialistisk aktivism, vilket förde henne i kontakt med såväl framstående politiska gestalter som avgörande historiska händelser.
I Bryssel påverkades hon av Georgij Plechanov, grundaren av det första ryska kommunistpartiet. Under åren kom hon att samarbeta och umgås med personer som Alexander Berkman, Emma Goldman, V.I. Lenin, Rosa Luxemburg, Benito Mussolini, Leon Trotskij och Clara Zetkin. Som agitator tog hon avstånd från feminismen, som hon betraktade som en borgerlig ideologi. Hon var flerspråkig, känd för sitt kraftfulla talarsätt samt verksam som journalist och redaktör.
Efter studietiden i Belgien flyttade hon till Italien, där hon arbetade inom textilindustrin och 1900 anslöt sig till det Italienska socialistpartiet (PSI). I Rom tog hon del av marxistisk filosofi genom föreläsningar av Antonio Labriola. Kort därefter utvisades hon ur landet och bosatte sig i Schweiz, där hon försörjde sig genom att undervisa socialistiska flyktingar i språk. Under denna tid kom hon i kontakt med Benito Mussolini, som enligt vissa uppgifter fick sina första kunskaper i tyska och marxism genom Balabanoff. När revolutionen i Ryssland 1905 bröt ut försökte hon engagera den italienska opinionen till stöd för revolutionärerna. När hon åter fick rätt att vistas i Italien deltog hon tillsammans med Mussolini i utgivningen av den socialistiska tidningen Avanti!.
Under första världskriget deltog hon livligt i fredsagitationen och var en av Zimmerwaldskommissionens (1915–1919) ledande krafter. Efter ryska revolutionen 1917 flyttade hon till Ryssland. När Zimmerwaldskommissionens övergick till tredje internationalen (Komintern) 1919 blev hon dess sekreterare fram till 1920. 
Balbanoff blev dock en av Sovjetrysslands första kända dissidenter. Hon protesterade mot partiets maktmonopol, hur socialrevolutionärer, anarkister och andra oliktänkande förföljdes. Hennes internationella berömmelse räddade henne och Lenin lät henne lämna landet 1922.
Hon blev utesluten ur Komintern 1924. Mellankrigstiden tillbringade hon främst i Paris och Wien. Under andra världskriget flydde hon till New York, där hon knöt kontakt med den amerikanske socialisten Norman Thomas och skrev artiklar i tidskriften Socialist Review. Hon uttalade sig också tydligt mot den italienska fascismen. Efter kriget bosatte hon sig i Rom, där hon fortsatte sitt arbete inom den italienska socialiströrelsen. Hon arbetade samtidigt mot Komintern och den gryende stalinismen.